# 水野裕子
水野 裕子（みずの ゆうこ、1982年3月8日 - ）は、日本の女性タレント・女優・スポーツキャスター。愛知県一宮市（旧尾西市）出身。岐阜大学教育学部附属小学校を4年生で転校。尾西市立朝日西小学校卒業、尾西市立第二中学校、愛知県立一宮商業高等学校、修文大学健康栄養学部管理栄養学科を卒業。ソニー・ミュージックアーティスツ所属。愛称は、裕ちゃん。

## 来歴

### 幼少期～学生時代
小学生でミニバスケットボールとソフトボールをしていて、中学時代はバスケットボール部に所属する。ソフトボール部に入りたかったが、一つ上の代で人数が少なくて廃部になってしまい、選択肢の中からバスケットを選んだ。
高校時代は部活には入らず、アルバイトとストリートダンスの教室に通う。バスケットは週2回くらい体育館を借りていろんな年齢の人と遊びでしていた。

### 芸能界入り後
1998年、高校在学中にソニー乾電池の「FACE ON!キャンペーン」のオーディションを経てsmAsh入り。CDデビューのメンバーの1人となっている。選抜メンバーで構成されたchoismAにも参加した。グラビアアイドルや女優などを経て、現在はバラエティ、スポーツキャスターがメインとなっている。
1999年9月に中京テレビ『ろみひー』でアシスタントとして出演。
同年12月から2000年3月、『アッコにおまかせ!』（TBS）でリポーターを担当する。
2000年4月から2002年9月に出演した『王様のブランチ』（TBS）で知名度が上昇した。『筋肉番付』の企画「マッスルミュージカル」に出演。
2003年1月から3月、『サイボーグ魂（TBS）の企画で総合格闘技にも挑戦。GRABAKAジムに通い特訓し試合に臨むものの、結果は引き分けに終わった。
2006年、トリノ五輪のキャスターとして１カ月ほど現地取材をする。
2011年4月、管理栄養士の資格取得を目指し修文大学入学。2019年に卒業し、国家試験に合格して管理栄養士の資格を取得。
2017年2月から6月にかけ「イチから住 〜前略、移住しました〜」の企画で宮崎県日南市に移住。番組内では放送されなかったが、本人のTwitterによると、プライベートで何度か釣りを楽しんだり、南郷地区のイベントを訪れたり、御崎馬を見に都井岬を訪れたりしている。同県出身の酒井瞳が水野の家を訪れている。
2019年頃からの芸能活動は、テレビショッピングの日テレポシュレでリアクションする役の他、カンパニータンク、B-Plusのインタビュアー、NBA関連の番組や雑誌の仕事をしている。
2022年、40歳で腰椎椎間板ヘルニアを発症して入院と手術をする。

## 人物
- 自身のTwitterなどで尾張弁を多用。
- 免許・資格：大型自動二輪車免許[7]・2級小型船舶操縦士免許（5トン限定）・第一種普通自動車免許所持。
- 家族：母親が19歳のときに誕生。4人姉弟の長女で、弟2人と妹がいる。弟と妹は既婚・子持ち。父親・伯父・弟・弟・義弟・いとこは鉄道関係の仕事に就いている。そのため新幹線に造詣が深い[12]。特にのぞみ300系にこだわりがあるという[13]。
- 趣味は釣り、スノーボード、ピラティス[6]。釣りは実家の近くに木曽川があり[14]、父親の影響で幼少の頃から親しんでいた。他にも鉄道好きを公言。ゲーム好きであり、特に『ゼルダの伝説シリーズ』は初代から最新作までプレイ。ゼルダをプレイするがために新たにハードを買い揃えるほど。また、『Fate/Grand Order』や『BanG Dream!』『SINoALICE -シノアリス-』等、携帯電話ゲームも数多くプレイする。大の漫画・アニメファン。『Re:ゼロから始める異世界生活』は「小説家になろう」の連載時から読んでおり、単行本やアニメDVDを全巻揃えている。他に『響け!ユーフォニアム』や『おそ松さん』等多数の作品のファン。
- 特技はバスケットボール[4][6]と寿司の握り。

## エピソード
- 小学6年間はずっと最前列だったが、背を伸ばしたくてバナナときなこを牛乳に混ぜて飲んだりしていた。中学生の3年間で20cm以上伸びて睡眠時の成長痛があった[6]。
- 身体は細いが身体能力は高く、スポーツを全般的にこなす「アスリート系美女」と称される。筋肉をつけるトレーニングも行っている[5]。
- 女友達3人と、高校2年生の夏休み初日に原付免許を取りに行く。親に内緒で免許を取りに行ったので、いとこのお姉ちゃんや友達のバイクを借りて乗っていた。初めて乗ったのはホンダのライブDioZX。同じ時期にはヤマハのビーノに乗っていた[7]。2007年時点ではマジェスティとトリッカーと2台バイクを所有していた[7]。
- 中日ドラゴンズのファンであり、2006年10月10日に東京ドームで行われた中日の優勝が決定した試合は実際に現地観戦した。2007年の春季キャンプで谷繁元信から、始球式で85km/h以上が出せたら選手しかもっていないものをプレゼントしてくれるという約束を交わした。不定期で出演する『サンデードラゴンズ』で、この約束を実現するための様々な挑戦が行われ、同年9月5日に始球式。ストライクを投げるものの、球速は75km/hだった。2008年の春季キャンプでリベンジすることになった[15][16]。
- クイズ番組に強い。『クイズ!ヘキサゴンII』の予選ペーパーテストでは大抵1位。『Qさま』でも活躍した。『オールスター感謝祭』（2006年9月30日放送）で優勝したこともある。
- スギちゃんとは同じ小・中学校で、互いの実家が歩いて5分位の距離にある。中京テレビ『4U』（2013年11月8日放送）では、この2人で“1日名誉司会”を務めた[17]。加藤沙耶香は高校の後輩。『クロノス』（2007年8月5日放送）で初共演を果たし、『クイズ!ヘキサゴンII』（2007年10月17日放送）で2度目の共演を果たした。
- 信条は「食べる事も体を動かす事も大好きな私は美味しく食事をして元気に健康に楽しく生きていられたらこんなに幸せな事はない!」。2008年北京オリンピックで選手への共同会見の際に会見でのルールを知らず、勝手に質問をして他の取材陣に怒鳴られた事がある。男勝りなキャラクターで知られるが、共演者からは非常に女性らしい女性だと言われることも多い。『解決!ナイナイアンサー』では結婚できないことへの悩みを打ち明けている[18]。

## KUNOICHIで出場した大会の結果
| 大会       | ゼッケン | STAGE | 記録               | 備考               |
| ---------- | -------- | ----- | ------------------ | ------------------ |
| 第2回大会  | 81       | FINAL | 天空道             | 1st・2nd最速タイム |
| 第3回大会  | 100      | FINAL | 天空棒             | 1st最速タイム      |
| 第4回大会  | 100      | 1st   | 舞踊石             |                    |
| 第5回大会  | 91       | 3rd   | 倒連板             |                    |
| 第6回大会  | 97       | 1st   | 不安道             |                    |
| 第7回大会  | 98       | 1st   | 八艘跳             |                    |
| 第9回大会  | 50       | Red   | フィッシュボーン   |                    |
| 第10回大会 | 21       | Red   | ダブルペンダラム   |                    |
| 第11回大会 | 21       | Red   | ドラゴングライダー |                    |
| 第12回大会 | 50       | 3rd   | サイドワインダー   |                    |

- ※第8回大会までは出場者100人。第9回大会以降は出場者50人。

### 通算成績
| 出場数 | 2nd進出 | 3rd進出 | FINAL進出 | 最優秀成績 |
| ------ | ------- | ------- | --------- | ---------- |
| 10回   | 4回     | 4回     | 2回       | 2回        |

- 2025年 第12回大会終了時

## 作品

### 映像作品
- escape（2001年、ポニーキャニオン） - ビデオ&DVD

## 出演

### テレビ
- ぴーかんテレビ （東海テレビ） - 月曜レギュラー
- ろみひー （1999年9月 - 1999年12月、中京テレビ製作・日本テレビ系）
- PureNotes （1999年10月、スカイパーフェクTV!）
- アッコにおまかせ! （1999年12月 - 2000年3月、TBS）
- 王様のブランチ （2000年4月 - 2002年9月、TBS）
- SASUKE （TBS）
- お台場トレンド株式市場 （2002年5月 - 2002年8月、BSフジ）
- 小倉・高田の55BOYS （2002年7月 - 2002年12月、テレビ東京）
- TVチャンピオン2（テレビ東京）
- KUNOICHI （TBS）
- FFXI-TV （2003年1月 - 2003年3月、チャンネルBB）
- サイボーグ魂 （2003年1月 - 2003年3月、TBS）
- 夜の体育 （2003年4月 - 2003年9月、TBS）
- 世界バリバリ★バリュー （2003年4月 - 2008年3月、毎日放送製作・TBS系） - アシスタント
- 黄金筋肉 （2003年10月 - 2004年6月、TBS）
- 晴れたらイイねッ!Let'sコミミ隊 （2003年10月 - 2005年3月、フジテレビ）
- THE フィッシング （2003年11月 - 、テレビ大阪製作・テレビ東京系）
- ライオンのごきげんよう（2005年12月9日、12日、13日、フジテレビ）
- トリノオリンピック （2006年、テレビ東京） - トリノ現地キャスター
- NFL中継 （2006年10月 - 、NHK BS1） - ハーフタイム情報コーナー担当
- 旅はパノラマ （2006年4月 - 2007年9月、中京テレビ）
- サンデードラゴンズ （CBCテレビ） - 不定期ゲスト
- クイズ!ヘキサゴンII （フジテレビ）（2006年12月 - 2011年） - 準レギュラー
- Run for money 逃走中（フジテレビ）
- クロノス（2007年7月22日・8月5日、フジテレビ）
- NBAマガジン （2007年 - 2017年、NHK総合・NHK BS1） - ナビゲーター
- 日めくりタイムトラベル（2007年6月2日、NHK BS2）ゲスト
- 春先どり!美味満載〜伊勢志摩“美”めぐり旅（2008年3月15日、テレビ愛知）
- VS嵐（2008年9月6日・2009年11月19日、フジテレビ）
- にっぽん釣りの旅（2008年10月17日、BS2）
- すぽると! （2008年11月 - 2010年3月16日、フジテレビ） - 火曜SPORT（FEATURING SPORT）コーナーキャスター
- 日本史サスペンス劇場（2009年2月11日、日本テレビ）ナビゲーター
- easy sports （2009年3月2日 - 2009年3月6日、テレビ朝日）
- 日めくりタイムトラベルSP （2009年4月29日、BS2）リポーター
- FNSの日26時間テレビ 2009 超笑顔パレード 爆笑!お台場合宿!!（2009年7月25日・26日、フジテレビ）FNS各局対抗三輪車12時間耐久レースに出場
- 今夜完全決着!日本史7大ミステリー 歴史を動かした愛憎S  （2009年12月28日、テレビ東京）徳川家重役
- クイズプレゼンバラエティー Qさま!!（テレビ朝日）
- 冒険チュートリアル（2010年2月8日、関西テレビ）
- イチハチ（2010年5月12日、毎日放送）
- リトル・チャロ2 英語に恋する物語（2010年12月29日 - 2011年1月26日、NHK教育）マンスリーゲスト
- 幸せの黄色い仔犬（2011年11月5日、2012年6月10日、中京テレビ）
- 解決!ナイナイアンサー（2013年1月15日、日本テレビ）
- 海の道が結ぶ自然遺産〜屋久島・奄美大島奇跡の島々へ〜（2013年1月27日、鹿児島放送制作、テレビ朝日系列）
- 土曜スペシャル「知られざる国道（酷道）の旅2」（2013年6月8日、テレビ東京） - 中島史惠と共に旅人。国道422号を伊賀上野から松阪まで。
- 趣味Do楽「仲宗根梨乃の美楽（ミラ）クール ダンス!」（2014年3月31日 - 5月26日、NHK Eテレ） - 生徒役
- 今夜くらべてみました（2014年9月9日、2016年9月13日、日本テレビ系）
- 有吉反省会（2015年1月4日、3月29日、日本テレビ）
- イチから住（2017年3月5日 - 6月11日、テレビ朝日）
- ザ・プレミアム「怪魚ハンターが行く!」（NHK BSプレミアム）
  - 犬を飲み込む魚!?オーストラリアに追う（2015年5月16日）[19]
  - 北米大陸 3メートルの巨大魚を追う（2015年11月14日）[20]
  - アジア“巨大魚ベルト地帯”の旅（2016年6月18日）[21]
  - 南米大陸 “最後の楽園”に巨大魚を見た（2017年2月11日）[22]
  - 赤道直下の密林に怪魚を追う（2017年7月1日）[23]
  - 大縦断3500キロ 南米の秘境に巨大魚を追う（2018年3月10日）[24]
  - 大河ナイルの源流に巨大魚を追う（2018年6月16日）[25]
  - 不思議の大河アマゾン（2019年4月20日）
- 最強!釣りバカ対決!!（BS日テレ）
  - 照英・児島玲子
  - 照英・秋丸美帆
- アウト×デラックス（2019年6月19日、フジテレビ）
- 土曜スペシャル「ローカル路線バス乗り継ぎの旅Z 第10弾」（2019年6月29日、テレビ東京）
- 日テレポシュレ（日本テレビ） - 「ポシュレデパート深夜店」時代にメインMC。以後も頻繁に出演。
- おびゴハン!（TBS） - 「買い運!おびマルシェ」コーナーのみ。
- 有吉の壁（2020年4月15日、日本テレビ）
- 友近・礼二の妄想トレイン（2020年8月31日、2021年4月5日、2022年1月17日、7月18日、11月14日 - 12月5日、BS日テレ）
- こんなところでキャンパーズ!（2022年5月18日 - 6月29日・2025年1月6日 - 27日、BS松竹東急）
- 今夜はナゾトレ（2022年8月9日、フジテレビ）
- BS松竹東急 開局1周年記念特別企画　愛之助が走る!彌十郎が撮る!北条家ゆかりの伊豆めぐり～バイクとカメラ絶景&グルメ旅～（2023年3月26日、BS松竹東急）
- 上田と女が吠える夜（2023年5月3日、日本テレビ）
- ハーフタイムツアーズ（2024年4月25・26日、テレビ東京）
- SASUKEワールドカップ2024（2024年8月21日、TBS）

### ラジオ
- THEランキング（2002年4月 - 2003年3月、FMヨコハマ）
- MUSIC KINGDOM（2003年4月 - 2005年3月、FMヨコハマ）
- まんまる（2024年4月22日 - 、NHKラジオ第一）月1回程度の出演

### ゲーム
- ザ・シムズ2 ペット ワンニャンライフ（2007年1月18日）

### 舞台
- ナナシ（2009年6月）朱雀 役
- GOHCAGO〜御加護〜（2022年7月10日）

### イベント
- 戦国武将祭（2010年3月6日、さいたまスーパーアリーナ）稲姫 役

### 広告
- ゼビオ （2002年10月 - 2004年9月）
- 宮田工業（自転車）（2003年10月 - 2010年10月）イメージキャラクター
- 平成17年JRA（2005年6月 - 10月）北海道シリーズ キャンペーンキャラクター
- 愛知県知事選（2007年2月）ポスターモデル
- タカラレーベンハイム（2007年9月 - 2009年2月）緑ヶ丘エアーズ イメージキャラクター
- バイク王&カンパニー （2007年10月 - 2008年9月）コミュニケーションキャラクター
- 愛知県 2008年度あいちエコモビリティライフ普及啓発（2008

年7月 - 2009年3月）イメージキャラクター
- 日本行政書士会連合会 イメージキャラクター（2009年）
- 朝日新聞 広告特集「しあわせおとりよせ」vol.2（2011年6月30日夕刊）
- 武田薬品工業 ベンザブロックS（2011年9月 - 2012年3月）
- 東祥 ホリデイスポーツクラブ（2012年1月 - 不明）イメージキャラクター

### WEBマガジン
- B-Plus - 経営者へのインタビュアー（2014年 - ）

### WEB番組
- 宮崎あゆみチャンネル（2022年）
- 島田秀平のお怪談巡り（2022年）

## 書籍
- ストレッチバイブルシリーズ（ベースボール・マガジン社）
  - ストレッチバイブル（2005年11月、 B.B.MOOK 261）
  - ストレッチバイブル2（2006年9月、B.B.MOOK 308）
  - アスリート編（2006年12月）※上記ムックを書籍化
  - レベルアップ編（2007年5月）※上記ムックを書籍化
  - 股関節ウォーキングでメタボリックシンドローム解消!（2006年12月、学習研究社 Gakken Mook）

### 写真集
- CHATON(シャトン)（2000年5月、ぶんか社、撮影：池田亨昭）ISBN 4-8211-2336-3
- 〔zi:sip〕（2002年3月、近代映画社、撮影：北村崇）ISBN 4-7648-1962-7